# قائمة مؤلفات علي الوردي

## أعماله
| السنة | عنوان الكتاب                   | دار النشر                            | الموضوع                                       | ملاحظات                                            |
| ----- | ------------------------------ | ------------------------------------ | --------------------------------------------- | -------------------------------------------------- |
| 1951  | شخصية الفرد العراقي            | شركة الوراق للنشر                    | سوسيولوجيا، فلسفة، علم نفس                    | في الأصل كانت محاضرة القاها بشكل استرسالي عام 1951 |
| 1952  | خوارق اللاشعور                 | دار الوراق للنشر لندن،الطبعة الثانية | فلسفة علم نفس تطوير الذات                     | صُدرت الطبعة الثانية بعد وفاة الكاتب.               |
| 1954  | وعاظ السلاطين                  | دار كوفان للنشر، لندن الطبعة الثانية | تاريخ، سوسيولوجيا، فلسفة، دين، سياسة، علم نفس | صدرت الطبعة الأولى منه عام 1954 والثانية عام 1995. |
| 1956  | مهزلة العقل البشري             | دار كوفان للنشر، لندن الطبعة الثانية | فلسفة سوسيولوجيا، تاريخ، علم نفس              | الطبعة الثانية صُدرت عام 1994.                      |
| 1959  | الأحلام بين العلم والعقيدة     | دار كوفان لندن الطبعة الثانية        | علم النفس، فلسفة، دين                         | [ 9 ]                                              |
| 1962  | منطق ابن خلدون                 | دار كوفان، لندن الطبعة الثانية       | فلسفة سوسيولوجيا تاريخ                        | طبعت الطبعة الثانية عام 1994.                      |
| 1965  | دراسة في طبيعة المجتمع العراقي | دار الوراق للنشر                     | سوسيولوجيا تاريخ، فلسفة                       | [ 13 ]                                             |
| 1957  | أسطورة الأدب الرفيع            | دار الوراق للنشر                     | واقعي، أدب، تاريخ                             | [ 14 ]                                             |

## كُتب نشرت بعد وفاته
| السنة | عنوان الكتاب                                                           | دار النشر                            | الموضوع                                   | ملاحظات |
| ----- | ---------------------------------------------------------------------- | ------------------------------------ | ----------------------------------------- | --- |
| 2013  | دراسة في سوسيولوجيا الإسلام                                            | دار الوراق للنشر'، بيروت             | سوسيولوجيا دين تاريخ فلسفة                | كانت اطروحة بحث ماجستير باللغة الإنجليزية في جامعة تكساس عام 1948، ونالها بدرجة الشرف، تُرجمت إلى العربية عام 2013 إلى كتاب ونُشرت.                                                                      |
| 2018  | تحليل سيوسولوجي لنظرية ابن خلدون، في علم اجتماع المعرفة                | دار الوراق للنشر، بيروت              | سيوسيلوجيا، علم اجتماع                    | كانت اطروحة دكتوراة في جامعة تكساس عام 1950 وترجمت إلى العربية وصُدرت ككتاب عام 2018. |
| 1997  | هكذا قتلوا قرة العين                                                   | منشورات الجمل، كولونياالطبعة الثانية | رواية                                     | كتاب صدر بعد وفاته ضمن منشورات الجمل، اقتبس من كتاب لمحات اجتماعية من تاريخ العراق الحديث الجزء الثاني، والعنوان من وضع الناشر.                                                                        |
| 2007  | قصة الاشراف وابن سعود                                                  | دار الوراق للنشر الطبعة الأولى       | تاريخ سياسية سوسيولوجيا                   | هو عبارة عن ملحق من الجزء السادس من كتاب لمحات اجتماعية من تاريخ العراق الحديث، وقد طُبع بشكل منفصل لكي يستطيع القارئ العربي الحصول عليه بشكل مستقل بدلاً من الحصول على كامل السلسة.                     |
| 2007  | الأخلاق: الضائع من الموارد الخلقية                                     | دار الوراق للنشر                     | سوسيولوجيا علم نفس المكان، فلسفة، علم نفس | في الأصل هو بحث نُشر في مجلة الأبحاث الصادرة عن الجامعة الأميركية في بيروت، السنة 11 ج2، حزيران 1958.                                                                                                   |
| 2018  | الأعمال الفكرية للدكتور علي الوردي في المجلات والصحف العراقية والعربية | دار الوراق للنشر                     | علم نفس المكان، فلسفة، تاريخ، سياسة       | هو كتاب مكون من ثلاث أجزاء جمعه طارق الحمداني كتابات علي الوردي في المجلات والصحف العراقية والعربية من عام 1944 إلى عام 1995 ومعظم المقالات تدور حول نفس المواضيع التي ألف عنها في كُتبه.               |
| 2007  | من وحي الثمانين                                                        | مركز الناقد الثقافي                  | علم نفس المكان                            | هو كتاب عكف فيه الصحفي سلام الشماع على صياغة مجموعة مقالات متفرقة، ومقابلات متعددة أجراها الوردي في بعض الصحف، -بتصرف-، في شكل مقالات متتابعة محافظاً على روحها العامة.                                 |
| 1996  | د. علي الوردي في الطبيعة البشرية: محاولة في فهم ما جرى                 | الأهلية                              | فلسفة، علم نفس المكان، علم نفس            | حوار قام به الصحفي سعد البزاز مع علي الوردي ونَشره على كتاب في شكل سؤال وجواب.</ref> |
| 2017  | الطبيعة البشرية                                                        | دار الفكر الاجتماعي                  | علم نفس، فلسفة                            | تجميع لمقتطفات من كتب الدكتور علي الوردي حول الطبيعة البشرية وأعيدت صياغة هذه المقتطفات وقدمت على شكل سؤال وجواب.                                                                                      |
| 2011  | علي الوردي في النفس والمجتمع                                           | مكتبة بساتين المعرفة                 | علم نفس، فلسفة، اقتصاد                    | الكتاب عبارة عن مجموعة مقالات لعلي الوردي، يتحدث فيها عن مواضيع كثيرة كالدوافع القهرية التي تتحكم في الإنسان والعقل البشري، وعن بعض عادات المجتمع ومشاكل الزواج والتعليم وعلم الخارقية ونقد الماركسية. |